# Le Mauvais Camp : la série
 (octobre 2024).
La mise en forme du texte ne suit pas les recommandations de Wikipédia : il faut le « wikifier ».
Les points d'amélioration suivants sont les cas les plus fréquents. Le détail des points à revoir est peut-être précisé sur la page de discussion.
- Les titres sont pré-formatés par le logiciel. Ils ne sont ni en capitales, ni en gras.
- Le texte ne doit pas être écrit en capitales (les noms de famille non plus), ni en gras, ni en italique, ni en « petit »…
- Le gras n'est utilisé que pour surligner le titre de l'article dans l'introduction, une seule fois.
- L'italique est rarement utilisé : mots en langue étrangère, titres d'œuvres, noms de bateaux, etc.
- Les citations ne sont pas en italique mais en corps de texte normal. Elles sont entourées par des guillemets français : « et ».
- Les listes à puces sont à éviter, des paragraphes rédigés étant largement préférés. Les tableaux sont à réserver à la présentation de données structurées (résultats, etc.).
- Les appels de note de bas de page (petits chiffres en exposant, introduits par l'outil «  Source ») sont à placer entre la fin de phrase et le point final[comme ça].
- Les liens internes (vers d'autres articles de Wikipédia) sont à choisir avec parcimonie. Créez des liens vers des articles approfondissant le sujet. Les termes génériques sans rapport avec le sujet sont à éviter, ainsi que les répétitions de liens vers un même terme.
- Les liens externes sont à placer uniquement dans une section « Liens externes », à la fin de l'article. Ces liens sont à choisir avec parcimonie suivant les règles définies. Si un lien sert de source à l'article, son insertion dans le texte est à faire par les notes de bas de page.
- La présentation des références doit suivre les conventions bibliographiques. Il est recommandé d'utiliser les modèles {{Ouvrage}}, {{Chapitre}}, {{Article}}, {{Lien web}} et/ou {{Bibliographie}}. Le mode d'édition visuel peut mettre en forme automatiquement les références.
- Insérer une infobox (cadre d'informations à droite) n'est pas obligatoire pour parachever la mise en page.

Pour une aide détaillée, merci de consulter Aide:Wikification.
Si vous pensez que ces points ont été résolus, vous pouvez retirer ce bandeau et améliorer la mise en forme d'un autre article.
Pour l’article homonyme, voir Le Mauvais Camp.
Le Mauvais Camp : la série (Ferry : de serie) est une série de fiction belgo-néerlandaise de 2023 de la maison de production De Mensen. Tygo Gernandt, Koen De Graeve, Raymond Thiry, Frank Lammers et Elise Schaap, entre autres, y jouent les rôles principaux.
Les huit épisodes de la première saison sont sortis directement sur Netflix en une seule fois. La série peut être vue sur Netflix aux Pays-Bas, en Belgique, aux États-Unis et dans d’autres pays.
Le tournage de la première saison a débuté en 2022. Frank Lammers et Elise Schaap endossent les rôles principaux, identiques à ceux joués précédemment dans la série Undercover et sa préquelle, sous forme de long métrage, intitulée Le Mauvais Camp. Le tout se passe dans le monde de la fabrication et du commerce d'ecstasy.

## Saison 1
La série continue là où le film Le Mauvais Camp s'est arrêté. Le Néerlandais Ferry Bouman est un petit dealer d'ecstasy qui a du mal à joindre les deux bouts. Jusqu'à ce qu'Arie Tack, un important trafiquant de drogue, soit arrêté et que son laboratoire de drogue soit fermé par la police fédérale belge. Ferry dirige une organisation criminelle à petite échelle et ne conclut jusqu'ici que de petites affaires d'ecstasy. Malgré ses aspirations, Bouman préfère passer son temps libre dans un simple chalet d'un camping populaire près de la frontière belge. Bouman est un gars sympa et semble insaisissable, alors lui et ses compagnons décident de s'associer à un gang de motards local pour combler le vide laissé par Arie Tack. Leurs intentions sont claires : reprendre la clientèle et devenir le plus grand revendeur d’ecstasy. Sa petite amie et le frère de celle-ci sont les personnes les plus importantes dans la vie de Bouman. Son beau-frère John a également toute sa confiance.

## Distribution
| Acteur               | Personnage                  |
| -------------------- | --------------------------- |
| Frank Lammers        | Ferry Bouman                |
| Elise Schaap         | Danielle van Marken         |
| Raymond Thiry        | John Zwart                  |
| Huub Smit            | Dennis de Vries             |
| Tim Haars            | Remco Engels                |
| Koen De Graeve       | Marco Grootaers             |
| Tygo Gernandt        | Ricardo Thijssen            |
| Yannick van de Velde | Lars van Marken             |
| Alice Reijs          | Sabien Grootaers            |
| Poal Cairo           | Dimitri « Dozer » Verhoeven |
| Steef Cuijpers       | Arie Tack                   |
| Eli Malawau          | Ambon                       |
| Bjorn Boschmans      | biker                       |
| Kevin Janssens       | Jurgen van Kamp             |
| Renée Fokker         | Els Siegert                 |
| Dirk Roofthooft      | Mick de Boer                |
| Lieke van den Broek  | Sonja Zwart                 |
| Rabbi Jallo          | Joost Kramer                |
| Wimie Wilhelm        | Inez Kuipers                |

## Épisodes
| No. | Titre                             | Date            | Durée   |
| --- | --------------------------------- | --------------- | ------- |
| 1   | Réservé aux membres               | 3 november 2023 | 49 min. |
| 2   | Infiltration                      | 3 november 2023 | 45 min. |
| 3   | Ordures                           | 3 november 2023 | 44 min. |
| 4   | Attaque                           | 3 november 2023 | 46 min. |
| 5   | Vive le roi                       | 3 november 2023 | 36 min. |
| 6   | La descente                       | 3 november 2023 | 45 min. |
| 7   | Anomalie                          | 3 november 2023 | 51 min. |
| 8   | Il était une fois dans le Brabant | 3 november 2023 | 46 min. |